# Indische witte ibis
De Indische witte ibis of zwartkopibis (Threskiornis melanocephalus) is een vogel uit de familie van de ibissen en lepelaars (Threskiornithidae). De vogel komt voor in een groot gebied in Azië van India tot Japan.

## Herkenning
De Indische witte ibis lijkt sterk op de heilige ibis. Het is een overwegend witte vogel met een zwarte nek. Hij is gemiddeld 75 cm lang. De snavel van volwassen vogels is donker vuilgeel en hij heeft geen zwarte uiteinden aan de slagpennen. De sierveren bij de staart zijn leigrijs en wat minder ontwikkeld dan bij de heilige ibis.

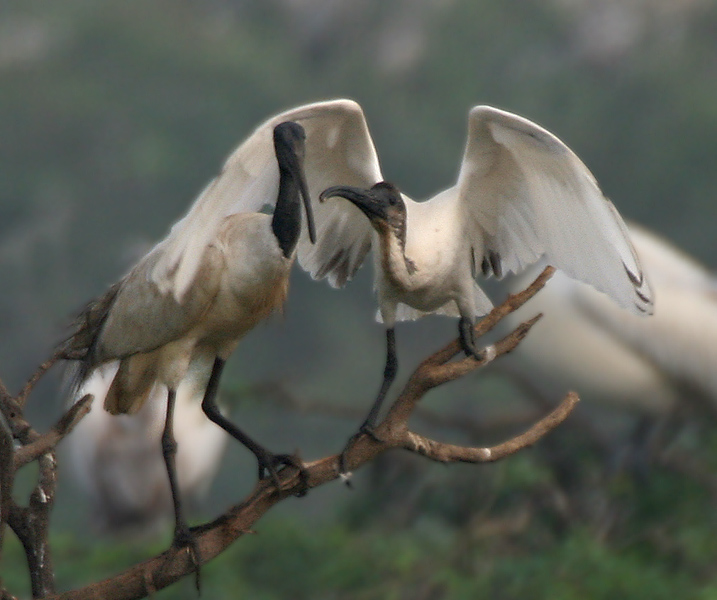
Volwassen vogel met bedelend jong

## Verspreiding en leefgebied
De Indische witte ibis broedt op het Indische Subcontinent en Zuidoost-Azië van Noord-India en Bangladesh, Nepal en Sri-Lanka en verder in Myanmar, Zuid-Thailand, het schiereiland Malakka, West- en Zuid-Sumatra en West-Java een noordoostelijk in China.

## Status
De Indische witte ibis heeft een groot verspreidingsgebied en daardoor is de kans op de status kwetsbaar (voor uitsterven) beperkt. De grootte van de populatie wordt geschat op 10-20 duizend volwassen individuen en dit aantal gaat achteruit. Het leefgebied wordt aangetast door het droogleggen van moerassen, andere vormen van omvorming tot landbouwgebied, jacht, verstoring en het verzamelen van eieren en nestjongen. Om deze redenen staat de Indische witte ibis als gevoelig op de Rode Lijst van de IUCN.